# Leen Vente
Leendert Roelof Jan Vente, dit Leen Vente (né le 14 mai 1911 à Rotterdam ; mort le 9 novembre 1989), est un footballeur néerlandais.

## Biographie
Il est attaquant au Feyenoord Rotterdam et en équipe des Pays-Bas pour laquelle il marque 19 buts en 21 matchs. Il participe aux coupes du monde 1934 et 1938.
Vente est l'auteur du premier but jamais inscrit dans le fameux Stade de Kuip de Rotterdam, à l'occasion d'un match entre le Feyenoord et le K Beerschot VAC.